# Linke Rheinstrecke
Linke Rheinstrecke – znana z malowniczych widoków, dwutorowa zelektryfikowana linia kolejowa o długości 181 km od Kolonii przez Bonn, Koblencję i Bingen am Rhein do Moguncji. Jest położona w pobliżu zachodniego (lewego) brzegu Renu i w większości przystosowana do prędkości 160 km/h między Kolonią a Koblencją oraz między Bingen am Rhein i Moguncją. Prędkość pomiędzy Koblencją i Bingen am Rhein jest ograniczone ze względu na charakterystyczne meandry na Renie.